# 选侍
选侍，中国明代太子妾室的等级之一。
地位次于才人、而高于淑女。此封号目前仅见明朝使用。如明光宗之王才人，即明熹宗生母，亦曾為選侍。